# Verbandsgemeinde Glan-Münchweiler

Lage der Verbandsgemeinde im Landkreis Kusel

Die Verbandsgemeinde Glan-Münchweiler war eine Gebietskörperschaft im Landkreis Kusel in Rheinland-Pfalz. Der Verbandsgemeinde gehörten 13 eigenständige Ortsgemeinden an, der Verwaltungssitz war in der namensgebenden Ortsgemeinde Glan-Münchweiler.
Am 1. Januar 2017 wurde die Verbandsgemeinde Glan-Münchweiler aufgelöst, die zugehörigen Gemeinden wurden der neuen Verbandsgemeinde Oberes Glantal zugeordnet.

## Verbandsangehörige Gemeinden
| Ortsgemeinde                      | Fläche (km²) | Einwohner |
| --------------------------------- | ------------ | --------- |
| Börsborn                          | 3,90         | 412       |
| Glan-Münchweiler                  | 5,99         | 1.224     |
| Henschtal                         | 3,46         | 320       |
| Herschweiler-Pettersheim          | 7,47         | 1.308     |
| Hüffler                           | 3,65         | 574       |
| Krottelbach                       | 5,56         | 683       |
| Langenbach                        | 6,59         | 444       |
| Matzenbach                        | 7,05         | 633       |
| Nanzdietschweiler                 | 9,82         | 1.191     |
| Quirnbach/Pfalz                   | 6,11         | 461       |
| Rehweiler                         | 6,73         | 452       |
| Steinbach am Glan                 | 6,86         | 864       |
| Wahnwegen                         | 4,64         | 697       |
| Verbandsgemeinde Glan-Münchweiler | 77,82        | 9263      |

Einwohner am 31. Dezember 2015

## Bevölkerungsentwicklung
Die Entwicklung der Einwohnerzahl bezogen auf das ehemalige Gebiet der Verbandsgemeinde Glan-Münchweiler; die Werte von 1871 bis 1987 beruhen auf Volkszählungen:
| Jahr | Einwohner |
| ---- | --------- |
| 1815 | 5.077     |
| 1835 | 6.711     |
| 1871 | 6.931     |
| 1905 | 7.150     |
| 1939 | 8.971     |
| 1950 | 9.555     |

| Jahr | Einwohner |
| ---- | --------- |
| 1961 | 10.352    |
| 1970 | 10.460    |
| 1987 | 9.668     |
| 1997 | 10.264    |
| 2005 | 9.855     |
| 2015 | 9.263     |

## Verbandsgemeinderat
Der Verbandsgemeinderat Glan-Münchweiler bestand aus 24 ehrenamtlichen Ratsmitgliedern, die bei der Kommunalwahl am 25. Mai 2014 in einer personalisierten Verhältniswahl gewählt wurden, und dem hauptamtlichen Bürgermeister Klaus Schillo als Vorsitzendem.
Die Sitzverteilung im Verbandsgemeinderat:
| Wahl | SPD | CDU | GRÜNE | LINKE | FWG | Gesamt   |
| ---- | --- | --- | ----- | ----- | --- | -------- |
| 2014 | 9   | 5   | 2     | 1     | 7   | 24 Sitze |
| 2009 | 10  | 5   | 2     | –     | 7   | 24 Sitze |
| 2004 | 13  | 7   | –     | –     | 8   | 28 Sitze |

- FWG = Freie Wählergruppe Verbandsgemeinde Glan-Münchweiler e. V.

## Verkehr
Das Gebiet der ehemaligen Verbandsgemeinde wird durch die Bahnstrecke Landstuhl–Kusel mit den Bahnhöfen Eisenbach-Matzenbach, Rehweiler und Glan-Münchweiler erschlossen.
Durch das Gebiet der ehemaligen Verbandsgemeinde verlaufen die Bundesautobahn 62 und die Bundesstraße 423, die an der Autobahnanschlussstelle Glan-Münchweiler miteinander verknüpft sind.